# Élie Barnavi

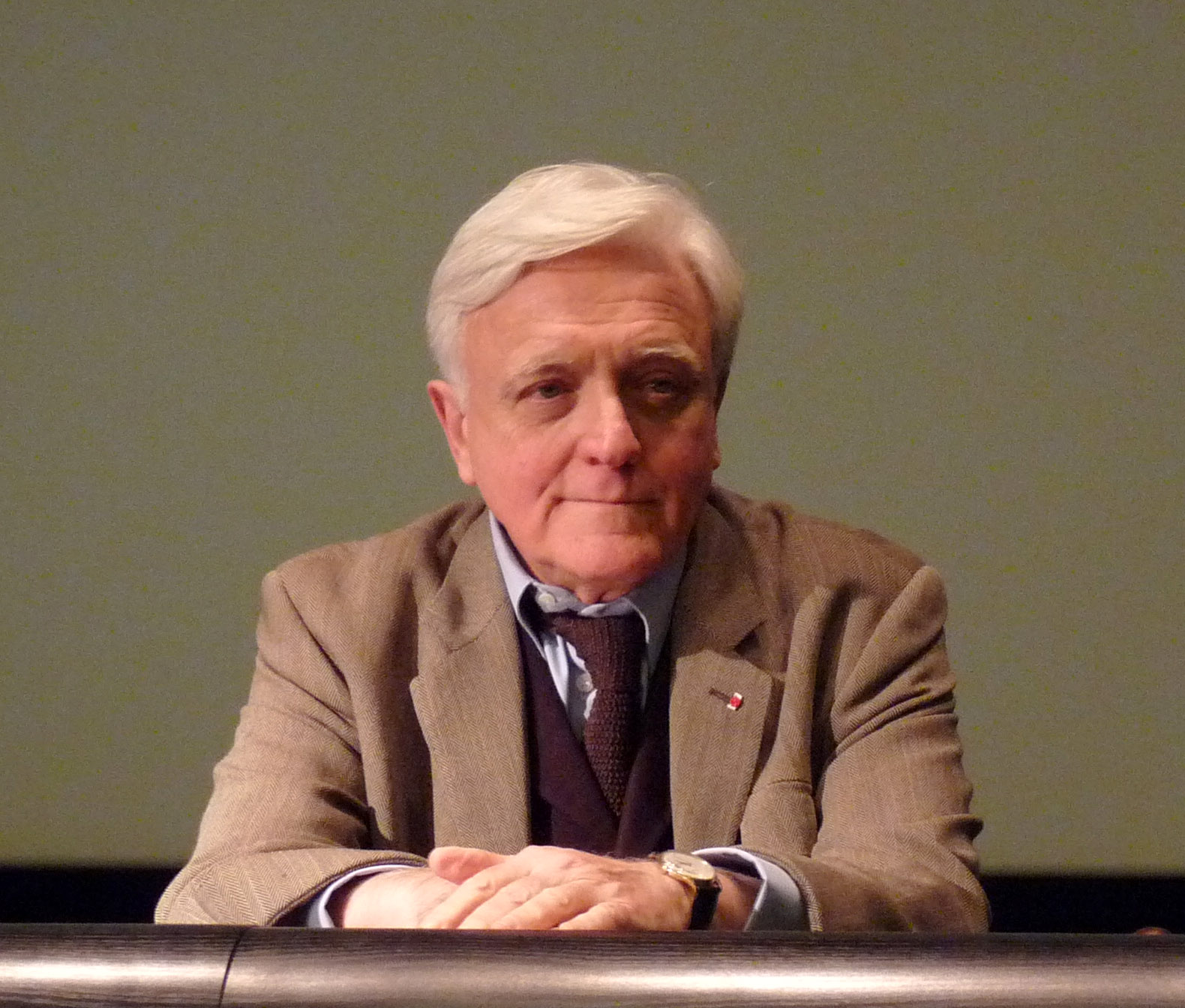
Élie Barnavi in Straßburg (2009)

Élie Barnavi (* 1946 in Bukarest, Königreich Rumänien) ist ein israelischer Historiker und ehemaliger Botschafter in Frankreich.

## Biografie
Élie Barnavi emigrierte im Alter von 12 Jahren mit seinen Eltern nach Israel. Dort studierte er Geschichte und Politikwissenschaften an der Hebräischen Universität Jerusalem und an der Universität Tel Aviv. Danach setzte er sein Studium in Paris an der Sorbonne fort.
Er war Professor für Moderne Westliche Geschichte an der Universität Tel Aviv und ist emeritiert. Barnavi ist Mitglied von Schalom Achschaw und der Meretz-Jachad, einer links-zionistischen Partei in Israel. Er war von Juni 1998 bis Dezember 2000 Gründungsdirektor des Europamuseums in Brüssel und gehört heute dessen wissenschaftlichem Beirat an, zuvor war er bereits der Leiter des wissenschaftlichen Beirats. Von Dezember 2000 bis Oktober 2002 war er israelischer Botschafter in Frankreich. An der École des Hautes Études en Sciences Sociales (EHESS) in Paris war er Gastprofessor. Im September 2010 war er an der Gründung der Spinelli-Gruppe beteiligt, die sich für den europäischen Föderalismus einsetzt.

## Schriften (Auswahl)
- 1982 Israël – Un portrait historique. Presses universitaires de France (Neuauflage bei Éditions Flammarion, 2015)
- 1988 Lettre d’un ami israélien à l’ami palestinien. Éditions Flammarion
- 2002 mit Luc Rosenzweig: La France, les juifs et Israël. Éditions Perrin
- 2006 Les religions meurtrières. Éditions Flammarion (Deutsche Übersetzung: Mörderische Religion: Eine Streitschrift. Ullstein, 2008)
- 2008 Jean Frydman, tableaux d’une vie. Éditions du Seuil
- 2014 Dix thèses sur la guerre. Éditions Flammarion (Deutsche Übersetzung: Der Krieg. Zehn Thesen zu Psychologie, Kultur, Gesellschaft, Ethik und Recht. In: Lettre International, Ausgabe 111, 2015, S. 43–61)
- 2022 Confessions d’un bon à rien. Éditions Grasset & Fasquelle, ISBN 978-2-246-82907-2

Als Herausgeber
- 2002 mit Denis Charbit: Histoire universelle des Juifs. Hachette Littérature